# Eugenio Cortés y Azúa
Eugenio Cortés y Azúa (15 de noviembre de 1776 - diciembre de 1849) fue un general de brigada de marina español-mexicano nacido y fallecido en Chile; fue miembro de la Armada Española con la cual participó en la Batalla de Trafalgar y la Guerra de Independencia española. Fue comisionado a América del Sur y posteriormente llegó a México en 1821, en donde se unió al ejército trigarante como ayudante personal del libertador Agustín de Iturbide, quien lo nombró para ser el primer encargado del Ministerio de Guerra y Marina y llegó a ser fundador de la Armada de México.

## Orígenes
Este marino del siglo XIX, fue descendiente del conquistador Hernán Cortés formando parte de la casta criolla. Sus padres fueron José Ramón Cortés y Madariaga y María Francisca de Paula de Azúa y Marín de Poveda, quien a su vez era una noble descendiente de marqueses españoles. Eugenio fue su primer hijo y nació el 15 de noviembre de 1776 en la ciudad de Santiago de Chile y fue bautizado con el nombre de Eugenio Antonio Nicolás José Cortés y Azúa.
En 1782, sus padres se separaron y tan solo dos años después falleció su madre. Debido a ello, su abuela materna María Constanza Marín de Poveda y Azúa tuvo que hacerse cargo de él y de sus cuatro hermanos menores. Su tío político Pedro Dionisio de Gálvez y Alva decidió que Eugenio estudiara en España, por lo que en 1787 a la edad de once años, se embarcó en la fragata Princesa, hacia La Coruña, partiendo posteriormente hacia Bilbao en donde ingresó en el Real Seminario Patriótico Vascongado, en donde fue admitido el 9 de junio de ese año, uno de sus profesores en este colegio fue el escritor Félix María Samaniego.
A mediados de 1792 egresó del seminario y fue admitido como Guardiamarina en la Real Armada Española, con sede en la ciudad de Cádiz, causando alta el 20 de marzo de 1794.

## Armada española
A su ingreso a la armada, España entró en un conflicto militar con Francia por lo que fue ascendido rápidamente al grado de alférez de fragata, embarcándose en el navío San Ildefonso, a las órdenes del general de escuadra Juan Cayetano de Lángara y Huarte. Una vez firmada la paz entre España y Francia, regresó a Cartagena y posteriormente a Cádiz. En octubre de 1802 consiguió ascender al grado de alférez de navío.
En 1804, formó parte de una importante misión destinada a resguardar las riquezas que venían desde América para España hasta que el 5 de octubre de ese año, la escuadra española fue interceptada por cuatro fragatas inglesas capitaneadas por el comodoro Graham Moore, y sin previa declaración de guerra, dio inicio a la llamada batalla de Cabo de Santa María con lo que se rompieron las relaciones entre España e Inglaterra, el cual se daría por terminado con la Batalla de Trafalgar un año después, en la cual participó.
Como sobreviviente de esta cruenta batalla, fue hecho prisionero y enviado al puerto inglés de Plymouth, obteniendo su libertad al poco tiempo bajo la condición de no volver a hacer la guerra a los ingleses. Fue entonces como nuevamente se embarcó en una expedición hacia América, llegando al Perú en diciembre de 1805. Aquí se casó con Leandra Francisca del Carmen del Alcázar y Argudo en 1807. Estuvo en Guayaquil regresando tiempo después a Cádiz siendo testigo en Madrid de la imposición de José Bonaparte en el trono español.

## En América del Sur
Se puso a las órdenes del ejército español en su guerra de independencia de la Francia napoleónica, recibiendo la comisión de trasladarse al Río de la Plata, Perú y Chile, con la finalidad de dar a conocer los sucesos españoles y obtener de estos virreinatos el reconocimiento del rey Fernando VII, partiendo nuevamente hacia América del Sur el 26 de junio de 1808. Entre 1809 y 1814 alternó sus viajes a España y América del Sur con su vida familiar llegando a tener sus primeros cuatro hijos. En 1816, su fragata fue atacada por fuerzas independentistas argentinas; recibió varias comisiones hasta que finalmente en 1821, llegó como segundo comandante al todavía Virreinato de la Nueva España, concretamente al Puerto de Acapulco.

## En México
A su llegada a la Nueva España, el proceso de independencia ya estaba muy avanzado encontrando desconcierto entre los marinos españoles en Acapulco, por lo que fue enviado a entrevistarse con el virrey Apodaca a la Ciudad de México, siendo contactado en el camino por Agustín de Iturbide, quien lo invitó a sumarse al Plan de Iguala, siendo a partir de entonces integrante del ejército trigarante y  ayudante personal y asesor de Iturbide. Acompañó a Iturbide y Guerrero en la histórica entrada triunfal del ejército trigarante en la Ciudad de México el 27 de septiembre de 1821.
El 7 de enero de 1822, fue instituido el Ministerio de Guerra y Marina encargándosele el cargo principal en el ministerio de Capitán de navío de la Armada Imperial juntando a ello la felicidad del nacimiento de su sexta hija.
El gobernador español de Veracruz se negó a reconocer la independencia de México por lo que se atrincheró en el castillo de San Juan de Ulúa, por lo que Eugenio Cortés recibió la comisión de adquirir barcos para conformar la primera armada mexicana y enfrentar esta situación. Fue así como en 1822 llegó al puerto de Baltimore en los Estados Unidos en donde adquirió una fragata y ocho corbetas de guerra que formaron la primera escuadrilla de la Marina de Guerra Nacional con financiamiento norteamericano.